# Carin Franzén
Carin Franzén, född 28 november 1962 i Stockholm, är en svensk professor i litteraturvetenskap vid Linköpings universitet. Franzén är även översättare från franska och har återgivit verk av bland andra Jacques Lacan och Michel Foucault. År 2019 mottog Franzén Doblougska priset.